# سرنگ ایمن
یک سرنگ ایمن یک سرنگ با مکانیزم ایمنی داخلی است تا خطر صدمات سرسوزن برای کارکنان مراقبت‌های بهداشتی و دیگران را کاهش دهد. در زمان استفاده، سرسوزن بر روی سرنگ پیچ شده و پس از تزریق و خروج از بدن بیمار، محافظ با فشار دست سرسوزن را پوشانده و آن را غیرقابل استفاده مجدد می‌کند.
به بیانی دیگر، سرنگ‌ایمن به آن دسته از سرنگ‌ها اطلاق می‌گردد که پس از مصرف سرنگ با انجام عملیاتی ساده بر روی سرنگ از سوی پرستار یا به کار برنده آن، سرسوزن سرنگ که در تماس با دارو و خون و بافت‌های بدن بیمار قرار گرفته‌است، تحت محافظت و پوشش قرار گرفته تا از تماس سرسوزن مصرف شده و انتقال بیماری‌های مختلف به کادر درمانی و پرستاری جلوگیری شود. گفتنی است هم‌اکنون این سرنگ‌ها در کشورهای توسعه یافته و برای بالا بردن سطح سلامت بیماران و کادر درمانی اکیداً توصیه می‌شود.

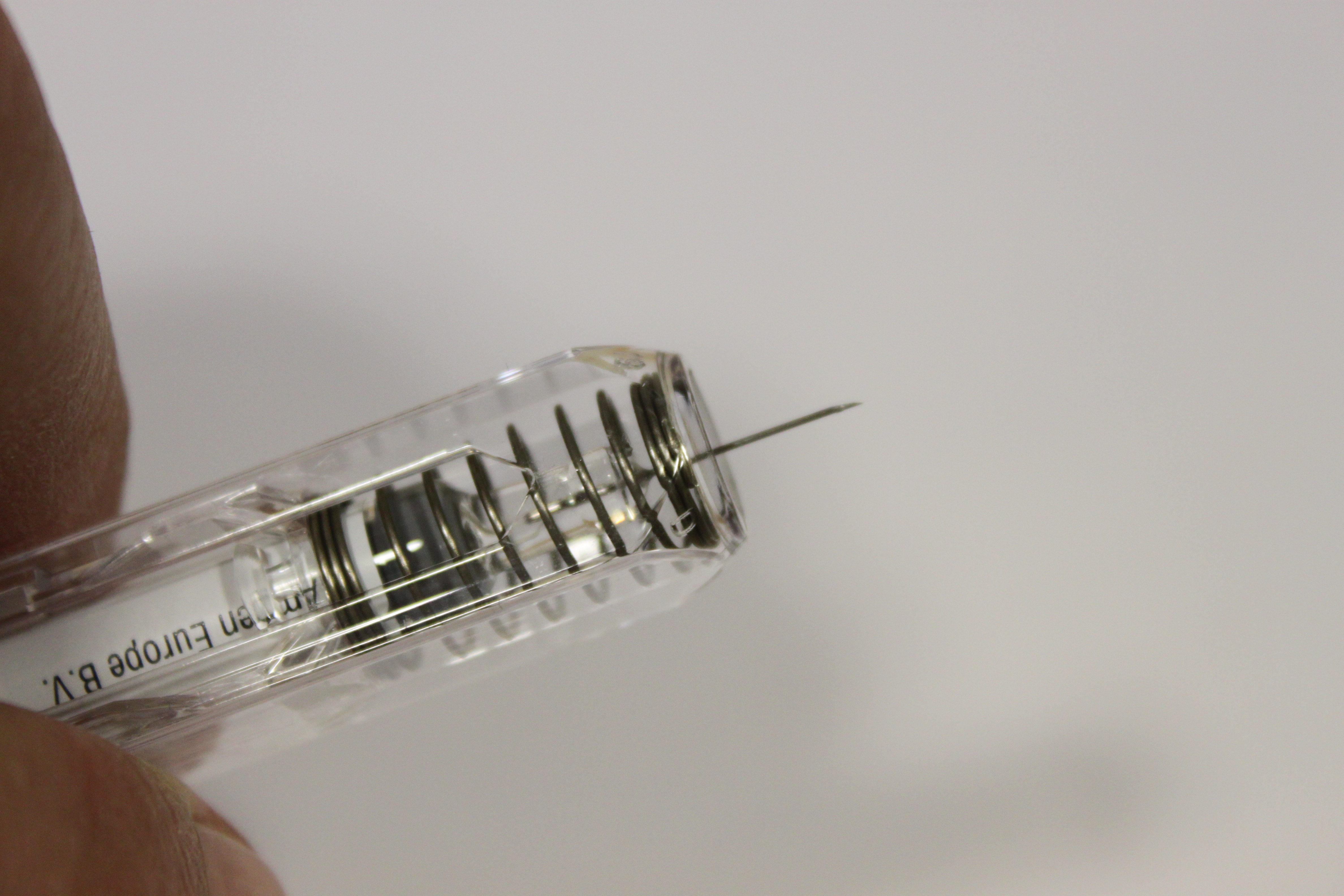
در این مدل سرنگ ایمن، سوزن پس از استفاده در لوله سرنگ جمع می‌شود.

یک مدل سرنگ ایمن با محافظ سوزنی قابل نصب